# The four GAFA 四騎士が創り変えた世界
『the four GAFA 四騎士が創り変えた世界』（原題: The Four: The Hidden DNA of Amazon, Apple, Facebook, and Google）は、スコット・ギャロウェイのビジネス書である。日本では2018年より渡会圭子が翻訳した版が東洋経済新報社より出版されている。

## 内容
世界で影響力が最も強いとされている4つの企業「グーグル」「Apple」「フェイスブック」「アマゾン」を『ヨハネの黙示録』に登場する四騎士に喩え、その成立過程や強さの秘訣などの情報や、利益や情報の独占などを始めとした4社が世界に齎す可能性のある諸問題と脅威に関して述べている。また、「第五の騎士」になり得る企業としてアリババ、テスラやエアビーアンドビーなどを挙げ、それらが「騎士」になるために欠けているとされている部分に関して分析している。

## 受賞歴
| 年度   | 賞                                       | 順位・結果      | 出典        |
| ------ | ---------------------------------------- | --------------- | ----------- |
| 2018年 | 2018年下半期（第29回）トップポイント大賞 | 大賞            | [ 4 ]       |
| 2019年 | 読者が選ぶビジネス書グランプリ2019       | グランプリ      | [ 5 ] [ 6 ] |
| 2019年 | 読者が選ぶビジネス書グランプリ2019       | 政治経済部門1位 | [ 6 ]       |
| 2019年 | ビジネス書大賞2019                       | 読者賞          | [ 7 ]       |